# Ліпопротеїни дуже низької щільності
Ліпопротеїни дуже низької щільності, ліпопротеїни дуже низької густини (ЛПДНЩ, ЛПДНГ), англ. very-low-density lipoprotein (VLDL), є типом ліпопротеїнів, які виробляються печінкою.  Щільність ліпопротеїнів виназачається відносно щільності позаклітинної води. ЛПДНЩ — це одна з п’яти основних груп ліпопротеїнів (хіломікрони, ЛПДНЩ, ліпопротеїни середньої щільності, ліпопротеїни низької щільності, ліпопротеїни високої щільності), які забезпечують переміщення жирів і холестерину у водному розчині крові. ЛПДНЩ збираються в печінці з тригліцеридів, холестерину та аполіпопротеїнів. ЛПДНЩ перетворюються в крові на ліпопротеїни низької щільності (ЛПНЩ) і ліпопротеїни проміжної щільності (ЛППЩ). Частинки ЛПДНЩ мають діаметр 30–80 нанометрів (нм). ЛПДНЩ транспортують ендогенні жири, тоді як хіломікрони транспортують екзогенні (дієтичні) жири. На початку 2010-х років як ліпідний склад , так і білковий склад  цього ліпопротеїну були охарактеризовані дуже детально.

## Фізичні властивості
Розмір ЛПДНЩ варіюється, діаметр приблизно від 35 до 70 нм.  Деякі дослідники додатково класифікують частинки ЛПДНЩ на VLDL1 і VLDL2 на основі розміру (виміряного за допомогою флотаційних установок Сведберга), де частинки VLDL1 більші та містять більше тригліцеридів, тоді як інші дослідники використовують іншу систему, поділивши VLDL1 на більші VLDL1 і менші VLDL2 і перемаркувавши VLDL2 на VLDL3. 

## Функція
ЛПДНЩ транспортують ендогенні тригліцериди, фосфоліпіди, холестерин і холестеринові ефіри. Вони функціонують як внутрішній транспортний механізм організму для ліпідів. Крім того, вони можуть сприяти транспортуванню гідрофобних міжклітинних месенджерів на великі відстані, таких як морфоген індійського їжака (білок) . 

## Зміни під час циркуляції
Вивільнені з печінки ЛПДНЩ містять аполіпопротеїн B100, аполіпопротеїн C1 (apoC1), аполіпопротеїн E (apoE), холестерин, ефіри холестерину та тригліцериди. Циркулюючи в крові, він захоплює аполіпопротеїн C-II (apoC-II) і додатковий apoE, отриманий з ліпопротеїнів високої щільності (HDL). У цей момент ЛПДНЩ, що зароджується, стає зрілим ЛПДНЩ. Потрапляючи в циркуляцію, ЛПДНЩ вступають у контакт з ліпопротеїнліпазою (ЛПЛ) у капілярних руслах організму (жирових, серцевих і скелетних м’язів). ЛПЛ видаляє тригліцериди з ЛПДНЩ для зберігання або виробництва енергії. Тепер ЛПДНЩ повертається до ЛПВЩ, де apoC-II повертається до ЛПВЩ (але зберігає apoE). ЛПВЩ також переносить ефіри холестерину до ЛПДНЩ в обмін на фосфоліпіди та тригліцериди через білок-переносник холестерину (CETP). Оскільки все більше і більше тригліцеридів видаляється з ЛПДНЩ через дію ферментів ЛПЛ і CETP, склад молекули змінюється, і вона стає ліпопротеїном проміжної щільності (ЛППЩ). 
П'ятдесят відсотків ЛППЩ розпізнаються рецепторами в клітинах печінки завдяки аполіпопротеїну B-100 (apoB-100) і apoE, які вони містять і піддаються ендоцитозу. Інші 50% ЛППЩ втрачають apoE; коли вміст холестерину в них стає більшим, ніж вміст тригліцеридів, вони стають ЛПНЩ, з апоВ-100 як первинним аполіпопротеїном. ЛПНЩ потрапляє в клітину через рецептор ЛПНЩ через ендоцитоз, де вміст або зберігається, використовується для структури клітинної мембрани, або перетворюється в інші продукти, такі як стероїдні гормони або жовчні кислоти. 